# Vigilie

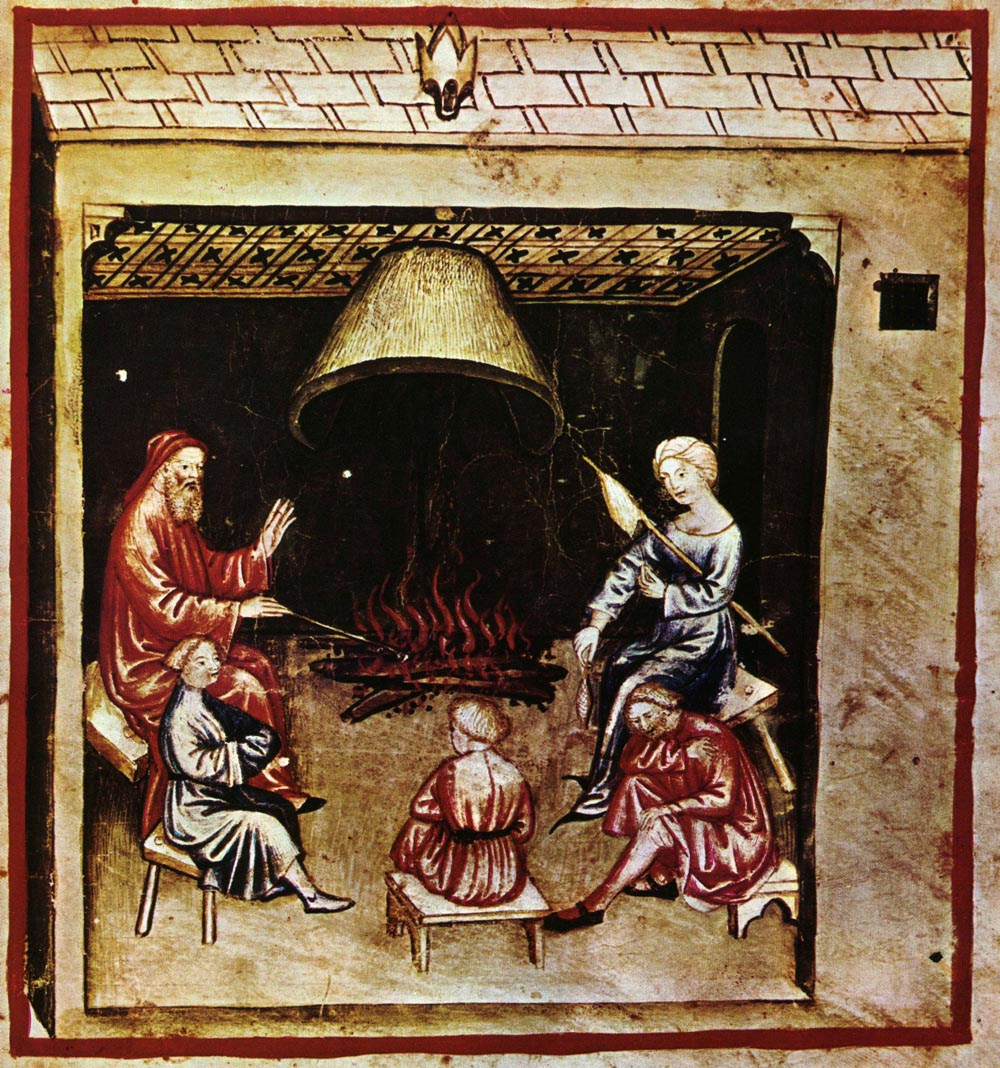
Vigilie

Vigilie (z latinského vigilia – „bdění“), ve starší češtině také svatvečer, je zvyk připravovat se na významné svátky anebo mimořádné události předcházející svátkům a událostem nočním bděním při modlitbách. Mše při vigilii mívá obvykle zvláštní mešní formulář.
Pokud se v římskokatolické církvi slouží slavnostní mše v předvečer svátku Narození Páně (Božího hodu vánočního), jedná se o vigilii Narození Páně. Lidově se označuje jako půlnoční mše teprve první mše z formuláře slavnosti Narození Páně, tedy z 25. prosince. Vigilie před velkými svátky jsou v křesťanské liturgii doloženy od 5. století, slavily se ve východní i západní církvi a byly často spojeny s postem. Od vrcholného středověku se počet vigilií v západní církvi snižoval, s výjimkou vigilie vánoční, velikonoční, svatodušní a svátků apoštolů. Velikonoční vigilie byla přesunuta na předchozí den (Bílou sobotu), od Druhého vatikánského koncilu se opět slaví v noci, podobně jako další vigilie, na něž současný římský misál pamatuje vlastními mešními formuláři.
Nejznámějšími vigiliemi jsou:
- Velikonoční vigilie – bohoslužba v noci na neděli Zmrtvýchvstání.
- Štědrý večer – předvečer svátku Narození Páně
- Svatodušní vigilie

## Další významy
Jako vigilie se v dnešní době mohou označovat též vzpomínková setkání (např. za oběti režimu nebo katastrof) či poklidné demonstrace lidí, kteří se přes noc shromažďují, aby vyjádřili nesouhlas s určitými kroky, postupy nebo politikou vlády či jiné organizace.
Vigilie je také jiné označení pro noční modlitbu matutinum.